# Collestatte
Collestatte is een plaats (frazione) in de Italiaanse gemeente Terni.